# Glass Bead Games
Glass Bead Game è un doppio album discografico a nome della Clifford Jordan Quartet, pubblicato dall'etichetta discografica Strata-East Records nel luglio del 1974.

## Tracce
Lato A
1. Powerful Paul Robeson – 5:40 (Clifford Jordan)
2. Glass Bead Games – 3:50 (Clifford Jordan)
3. Prayer to the People – 4:10 (Clifford Jordan)
4. Cal Massey – 2:40 (Stanley Cowell)

Lato B
1. John Coltrane – 6:45 (Bill Lee, Clifton Lee)
2. Eddie Harris – 4:23 (Bill Lee)
3. Biskit – 5:30 (Bill Lee)

Lato C
1. Shoulders – 5:18 (Cedar Walton)
2. Bridgework – 4:46 (Cedar Walton)
3. Maimoun – 5:37 (Stanley Cowell)

Lato D
1. Alias Buster Henry – 8:18 (Billy Higgins)
2. One for Amos – 7:48 (Sam Jones)

## Musicisti
Powerful Paul Robeson / Cal Massey / John Coltrane / Eddie Harris / Biskit / Maimoun / Alias Buster Henry
- Clifford Jordan - sassofono tenore
- Clifford Jordan - voce (brano: John Coltrane)
- Stanley Cowell - pianoforte
- Bill Lee - contrabbasso, violino
- Bill Lee - voce (brano: John Coltrane)
- Billy Higgins - batteria, percussioni
- Billy Higgins - voce (brano: John Coltrane)

Glass Bead Games / Prayer to the People / Shoulders / Bridgework / One for Amos
- Clifford Jordan - sassofono tenore
- Cedar Walton - pianoforte
- Sam Jones - contrabbasso
- Billy Higgins - batteria, percussioni

Note aggiuntive
- Clifford Jordan - produttore
- Registrazioni effettuate al Minot Sound Studio di White Plains, New York, il 29 ottobre 1973
- Ron Carran - ingegnere delle registrazioni
- Dave Crawford - masterizzazione
- Clifford Jordan e Martin Bough - fotografie
- Sandra Williams - design[2]